# Hoplopleura oryzomydis
Hoplopleura oryzomydis är en insektsart som beskrevs av H. Douglas Pratt och Lane 1951. Hoplopleura oryzomydis ingår i släktet Hoplopleura och familjen gnagarlöss. Inga underarter finns listade i Catalogue of Life.